# Гріхальва
Гріхальва (ісп. Río Grijalva, до 1518 рік року відома як Табаско) — річка на південному сході Мексики. Є однією з найбільших річок країни, її довжина складає 480 км. Впадає в Мексиканську затоку. Басейн складає 134 400 км².
На річці створено каскад з 4 ГЕС загальною потужністю 4,8 млн кВт. Найбільша з ГЕС — ГЕС Чікоасен (2,4 млн кВт).
Названа в честь іспанського конкістадора Хуана де Гріхальва, котрий відвідав цей район 1518 рік.